# Okotoks
Okotoks är en ort i Kanada.   Den ligger i provinsen Alberta, i den centrala delen av landet, 2 900 km väster om huvudstaden Ottawa. Okotoks ligger 1 071 meter över havet och antalet invånare är 14 826.
Terrängen runt Okotoks är platt. Okotoks är det största samhället i trakten.
Trakten runt Okotoks består till största delen av jordbruksmark. Runt Okotoks är det mycket glesbefolkat, med 4 invånare per kvadratkilometer.